# 임천택
임천택(1903년 3월 19일 ~ 1985년 9월 6일)은 쿠바 한인 1세대이자, 한국의 독립운동가이다.

## 생애
1903년 경기도 광주시에서 태어나 두살 때인 1905년 3월 어머니와 함께 멕시코 유카탄으로 이민을 갔다. 이곳에서 16년을 보낸 뒤 1921년 쿠바에 들어가 마탄사스에 정착했다. 1922년 대한인국민회 서기로 활동하며 마탄사스 지역에 민성국어학교를 세웠다. 1923년에는 카르데나스 지역에 진성 국어학교를 설립했다. 이 학교의 교장으로 쿠바 한인들에게 조국의 언어와 풍습을 잊지 않도록 노력했다. 1930년에 카르데나스 지역에 천도교 쿠바종리원을 열고 교리사업과 민족혼 심기에 노력을 기울였다. 1932년에는 청년학원을 설립했다.
이 무렵 김귀희 여사와 결혼해 생활이 안정되자 본격적인 광복운동을 벌이기 시작했다. 쿠바의 3개 지방에 흩어진 한인지방회를 규합해 수도 아바나에 `재쿠바 한족단'을 만들었고, 1934년부터는 상해 임시정부와도 직접 연락을 주고받으며 독립자금 모금 등 광복운동 후원에 적극적으로 나섰다.
한족단은 그 당시 쿠바 정부로부터 정식으로 정치활동 인가를 받은 뒤 임시정부 후원과 쿠바거주 한인들의 안전보장, 한국독립 승인에 대한 선전작업, 독립후원금 모금 등에 관한 공식활동에 들어가 어려운 형편임에도 1937년부터 1944년까지 국민회 의무금과 광복군 후원금, 독립자금 등으로 상당액을 보내면서 임시정부의 후원자 역할을 톡톡히 했다. 1938년엔 대한여자애국단 쿠바지부 창설에 앞장서 쿠바에서의 조국 독립운동에 이바지하기 시작했다.
대한인국민회의 쿠바지회 회장이자, 독립자금을 모아 임시정부에 전달하며 한인을 위해 살아온 그의 독립자금 송금기록은 김구의 백범일지에도 기록돼 있다. 성금은 천도교 식이었다. 중노동에 시달리면서도 독립운동 자금을 모았다. 끼니마다 식구수대로 한 숟가락씩 성미(誠米)를 모아 마련한 돈을 임정에 보냈다.
1953년 `큐바한인이민력사'를 썼다. 국판으로 32면 정도인 이 `이민사'는 지난 53년 여름에 임천택씨가 쿠바 마탄사스 자택에서 쓴 것으로 이듬해 2월 미국 하와이에 있던 한인 소식지인 `하와이 태 평양주보'에서 발행됐다. 1995년 8월 12일 42년만에 처음 공개됐다. 故임천택씨와 일제 시대부터 교류가 있던 방암(芳巖) 계연집(桂淵集) 선생의 아들인 계훈모씨가 소장해 오던 것인데 광복 50주년 기념 한민족 축전 개최에 참가하기 위해 임천택씨의 9남매 중 장남인 임은조씨가 내한함에 따라 임씨를 만나 공개한 것이다.
해방 후 조국과 다시 연결을 시도했던 임천택은 분단과 전쟁, 거리상의 어려움 그리고 1959년의 쿠바혁명 등이 겹치면서 그 끈은 끊어지고 말았다.
1985년 쿠바에서 별세했다. 정부는 쿠바에서 생을 마친 그를 대신해 한국을 방문한 딸 마르타 림 씨를 통해 1997년 건국훈장 애국장을 추서했고 그의 유해는 2004년 봉환돼 대전국립현충원에 안장됐다.

## 가족
부인 김귀희씨와의 사이에 9남매를 뒀다. 장남 헤로니모 임(임은조)는 쿠바의 산업식량부 차관을 역임했다. 한인 최초의 국립 아바나 법대생으로 1959년 동기인 피델 카스트로의 쿠바 혁명에 가담하였으며 경찰청 인사담당관, 산업부 차관, 동아바나 인민위원장 등을 역임하고 1988년 퇴임했다. 퇴임 이후 택시운전을 하며 한인회를 이끌었으며 2006년 1월 19일 별세했다. 그의 장남은 쿠바 동방대학 경제학 교수인 넬슨 장 림이다.
3녀인 마르타 임(임은희)은 국립 아바나 대학 출신으로 마탄사스 종합대학에서 철학교수로 33년을 재임했다. 역사학자인 쿠바인 남편과 함께 10년의 공을 들여 《쿠바의 한인들》이라는 책을 펴내고 현재 1천명 정도로 파악되는 한인 후손들을 규합하는 데 앞장서고 있다.
4녀 이르마 림 킴의 3세 넬슨 임은 쿠바 아바나 상대 학장으로 역임 중이다.